# 李琴峰
李琴峰（1989年—）是臺灣出生的日本女性小說家、翻譯家。代表作《彼岸花盛開之島》（彼岸花が咲く島），本作拿下了165回芥川賞。

## 概要
李琴峰在臺灣長大，在高壓的教育環境下即便成績不錯卻仍感受壓迫，因而嚮往自由。李琴峰從15歲開始自學日語，原本是突然的一個念頭開始學習，開始認識到日文之後，因而愛上日文的美。國中二年級時的班導師是國文老師，班導對於李琴峰學習日文感到不滿，李琴峰在每天聯絡簿的英文句子翻譯練習時，一併附上日文句子，而使班導師幾次諷刺她：「為什麼要學侵略者的語言？」此時也開始創作中文小說。
在國立臺灣大學雙修中文系、日文系後，2013年赴日就讀早稻田大学大学院日本語教育研究科修士課程。李琴峰是個筆名，「李」源自中國古典文學「詞中三李」，「琴」日文發音「Koto」是李琴峰一直很喜歡的字，而「峰」則源自王國維〈浣溪沙〉：「試上高峰窺皓月，偶開天眼覷紅塵，可憐身是眼中人」。
2017年，以日語小說《獨舞》（独舞，後來改為）獲得第60回群像新人文學獎優秀作品。。在《獨舞》很大一部分取材於自身經驗，中間數度提及作家邱妙津及賴香吟，並坦承賴香吟的《其後》對她有深遠影響。2019年，以日語小說《倒數五秒月牙》（五つ数えれば三日月が）入圍該年度野間文藝新人獎及芥川賞，為溫又柔之後台灣第二位入圍日本芥川賞之作家。2021年，以日語小說《彼岸花盛開之島》入圍三島由紀夫獎，並獲得第165回芥川賞，為首位獲獎的臺灣人。獲得芥川賞之後，日本網友對李琴峰在Twitter過往的推文進行討論。

## 著作

### 小說
- 『独り舞』（「独舞」より改題、2018年、講談社）
  - 繁中譯本《獨舞》（台北：聯合文學、2019）
- 『五つ数えれば三日月が』（2019年、文藝春秋）
  - 繁中譯本《倒數五秒月牙》（台北：聯合文學、2021）
- 『ポラリスが降り注ぐ夜』（2020年、筑摩書房）
  - 繁中譯本《北極星灑落之夜》（台北：尖端、2022）
- 『星月夜』（2020年、集英社）
  - 繁中譯本《星月夜》（台北：聯合文學、2023）
- 『彼岸花が咲く島』（2021年、文藝春秋）
  - 繁中譯本《彼岸花盛開之島》（台北：聯合文學、2022）
- 『生を祝う』（2021年、朝日新聞出版）
  - 繁中譯本《生之祝禱》（台北：聯合文學、2024）
  - 簡中譯本《出生意愿确认》（桂林：廣西師範大學出版社、2024）
- 『観音様の環』（2022年、U-NEXT）
- 『肉を脱ぐ』（2023年、筑摩書房）
- 『言霊の幸う国で』（2024年、筑摩書房）

### 散文
- 『透明な膜を隔てながら』（2022年、早川書房）
- 『シドニーの虹に誘われて』（2024年、集英社）

### 單行本未收錄作品
- 「流光」（『群像』2017年11月号）
- 「ディアスポラ・オブ・アジア」（『三田文學』2017年秋号）
- 「地の果て、砂の祈り」（『すばる』2020年12月号）
- 「湖底の炎」（『S-Fマガジン』2021年2月号、櫻木みわと共作）

### 中文譯作
- 東山彰良：《越境》（台北：尖端、2020）

### 日文譯作
- 李屏瑤：《向光植物》（東京：光文社、2022）

## 外部連結
- 李琴峰的官方网站 （页面存档备份，存于）
- 李琴峰的X（前Twitter）
- 李琴峰的Facebook專頁